# Trần Quý Cáp
Trần Quý Cáp (chữ Hán: 陳季恰; 1870 – 1908), tự Dã Hàng, Thích Phu, hiệu là Thai Xuyên. Ông sinh ra và lớn lên trong một gia đình nông dân nghèo ở thôn Thai La, làng Bất Nhị, huyện Điện Bàn, tỉnh Quảng Nam. Lúc tuổi trẻ, ông đã nổi tiếng là một trong sáu học trò lỗi lạc của cụ Đốc học Mã sơn Trần Đình Phong tại trường Thanh Chiêm cùng với Phạm Liệu, Nguyễn Đình Hiến, Phan Châu Trinh, Huỳnh Thúc Kháng và Phan Quang. Ông tham gia phong trào Duy Tân chống Pháp, sau đó bị bắt giam và vào năm 1908, ông chịu án chém ngang lưng. Hiện nay vẫn còn đền thờ ông ở thị trấn Diên Khánh, huyện Diên Khánh, tỉnh Khánh Hòa.

## Tiểu sử
Trần Quý Cáp người làng Bất Nhị, thuộc tỉnh Quảng Nam (Trung phần), hiệu là Thai Xuyên. Mặc dù ông thông minh, học giỏi nhưng lại lận đận trong khoa trường. Năm 1903 ông vẫn còn là Tú tài trong khi các bạn đồng môn người thì Tiến sĩ, kẻ thì Phó bảng hay Cử nhân. Mãi đến năm 1904 ông mới được đặc cách cho thi Hội rồi thi Đình, đỗ Tiến sĩ khoa Giáp Thìn, cùng khoa với Huỳnh Thúc Kháng và Đặng Văn Thụy.
Là một người cầu tiến, và vì chịu ảnh hưởng của các học giả Trung Hoa là Lương Khải Siêu, Khang Hữu Vi, ông cực lực đả kích lối từ chương khoa cử, đề nghị một lối học mới có tinh thần cứu quốc. Năm 1905, ông cùng với các đồng chí là Phan Chu Trinh, Huỳnh Thúc Kháng định vào Nam hô hào công cuộc duy tân.
Tới Bình Định gặp lúc quan tỉnh mở kỳ thi khảo hạch, ra đầu bài thơ là Chí thành thông thánh và bài phú Danh sơn Lương Ngọc, cả ba ông định nhân dịp cổ động việc nước, liền nộp quyển làm bài. Những bài của 3 ông khiến quan tỉnh phải điên đầu, báo cáo về triều đình Huế để quyết định.
Vào đến vịnh Cam Ranh, nhân có chiến hạm Nga vào đó lánh nạn, 3 ông thuê thuyền ra tận nơi xem.
Tới Bình Thuận, 3 ông kết giao với các sĩ phu yêu nước tị địa từ miền Nam, bao gồm Trương Gia Mô, Hồ Tá Bang, Nguyễn Hiệt Chi và hai anh em Nguyễn Trọng Lợi, Nguyễn Quý Anh là con trai của nhà thơ yêu nước Nguyễn Thông, dấy lên phong trào Duy Tân ở đây. Chính phong trào này dẫn đến sự sáng lập của Liên Thành Thư Xã, Liên Thành Thương Quán và Dục Thanh Học Hiệu trong các năm sau.
Năm 1907 ông làm Giáo thụ ở phủ Thăng Bình, tỉnh Quảng Nam. Ông mở một lớp chữ Pháp trong trường, rước thầy về dạy học sinh. Bọn quan lại cựu học không ưa, liền tìm cách đổi ông vào Khánh Hòa.
Năm 1908, xảy ra cuộc kháng thuế ở Quảng Nam, phần lớn thân sĩ trong tỉnh bị bắt. Việc này làm chấn động các giới trong nước. Tại Khánh Hòa, Trần Quý Cáp làm một bức thư gửi cho các bạn hữu tại Quảng Nam, trong đó có những lời lẽ dí dỏm như sau:
| “ | Cận văn ngô châu cử nhứt khoái sự, ngô văn chi, khoái nhậm, khoái thậm. | ” |

Nghĩa là:
| “ | Gần đây nghe trong tỉnh nhà làm một việc rất thú, tôi nghe tin lấy làm thích lắm. | ” |

Sau đó ông bị bắt giam và bị chính quyền nhà Nguyễn tỉnh Khánh Hòa khép vào tội mưu phản, lãnh án chém ngang lưng tại Khánh Hòa.
Tương truyền khi gia quyến và học trò đưa quan tài Trần Quý Cáp ngang qua Bồng Sơn (thuộc huyện Hoài Nhơn), Tri phủ Hoài Nhơn Nguyễn Đình Hiến đã thiết án bên đò Bồng Sơn làm lễ, lạy khóc thảm thê. Công sứ Bình Định là A. Sandré (1907 - 1910) biết tin, cho rằng Nguyễn Tri phủ đã đồng lõa với Trần Quý Cáp. Nhờ có Tổng đốc Bình Định là cụ Bùi Xuân Huyên can thiệp, bày cho ông Nguyễn Đình Hiến giả đang mắc bệnh tâm thần nên chuyện mới được cho qua.

## Tưởng nhớ

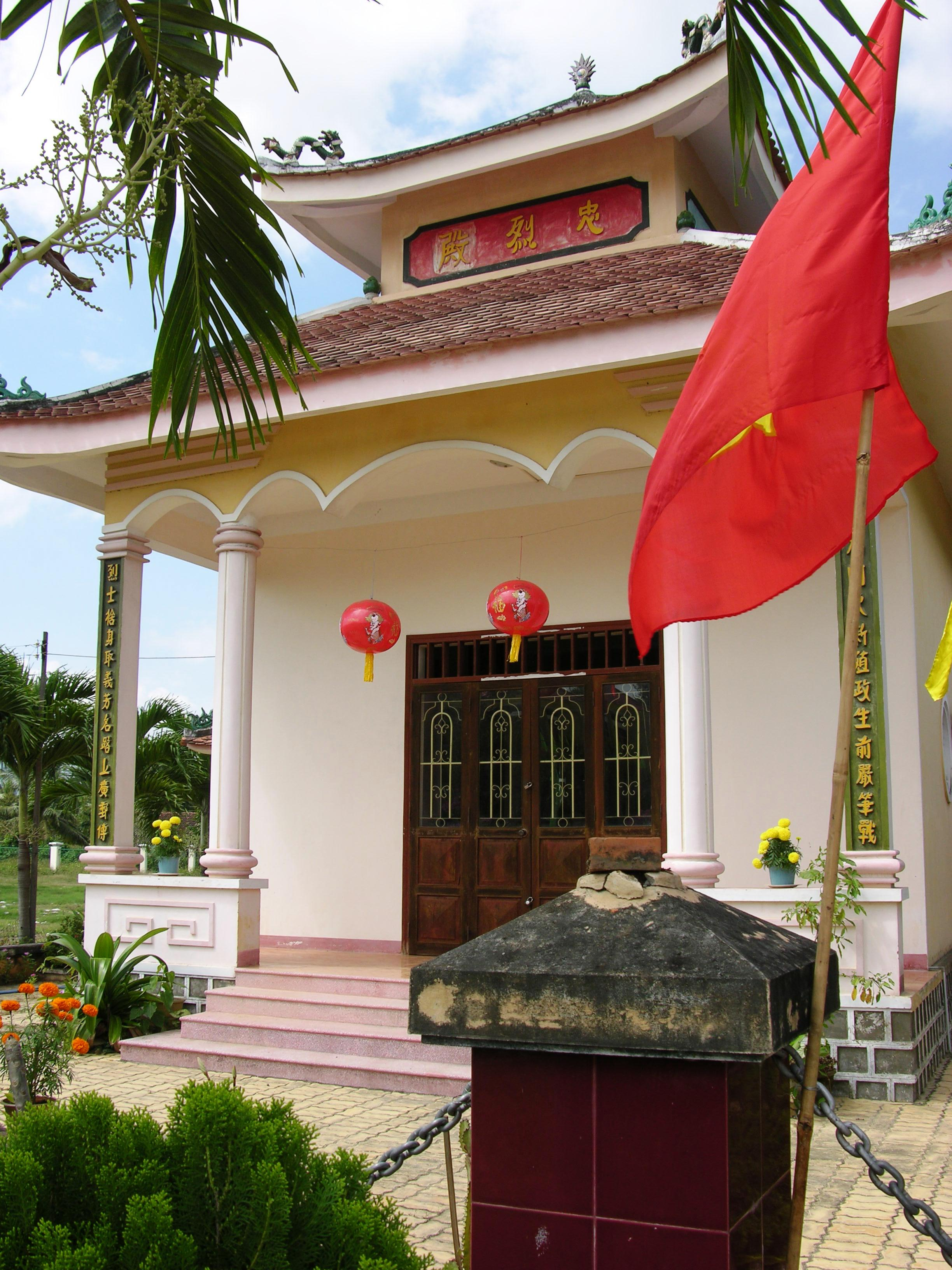
Đền thờ Trần Quý Cáp ở Diên Khánh

- Trước cái chết của Trần Quý Cáp, chí sĩ Huỳnh Thúc Kháng có làm bài thơ khóc như sau:

Thư kiếm tiêu nhiên độc xuất môn
Nhứt quan thác lạc vị thân tồn
Trực lương tân học khai nô lũy
Thùy tín dân quyền chủng họa côn.
Bồng đảo xuân phong huyền viễn mộng,
Nha Trang thu thảo khấp anh hồn
Khả liên nhứt biệt thành thiên cổ
Đà Nẵng phân trầm tửu thượng ôn.
Dịch:
Gươm xách xăm xăm tách dặm miền
Làm quan vì mẹ há vì tiền
Quyết đem học mới thay nô kiếp
Ai biết quyền dân nảy họa nguyên.
Bồng đảo gió chưa đưa giấc mộng,
Nha Trang cỏ đã khóc hồn thiêng,
Chia tay chén rượu còn đương nóng,
Đà Nẵng đưa nhau lúc xuống thuyền.
- Hiện có một đền thờ ông tại nơi ông bị xử chém bên cạnh cầu Sông Cạn, thuộc thị trấn Diên Khánh, huyện Diên Khánh, được các nhân sĩ, thân hào, trí thức và nhân dân địa phương xây dựng nhân dịp kỷ niệm 100 năm ngày sinh của ông (1970).
- Tại TP Tam Kỳ (Quảng Nam) có đường phố và trường học mang tên ông. Tại TP Hội An và xã Tam Hải, huyện Núi Thành cũng có trường học mang tên ông.
- Tại TP Hà Nội có con đường mang tên ông tại khu vực Ga Hà Nội, phường Văn Miếu, quận Đống Đa.
- Tại TP Nha Trang (Khánh Hòa) có đường mang tên ông tại phường Phương Sài.
- Tại thị xã Ninh Hòa tỉnh Khánh Hòa cũng có đường mang tên ông (1 trong những con đường chính ở Ninh Hòa).
- Tại thành phố Móng Cái có một phố mang tên ông, nối từ đường Hùng Vương tới phố Trần Nhật Duật.
- Tại Đà Nẵng có đường Trần Cao Vân, chạy qua nhiều phường của quận Thanh Khê.

## Hình ảnh

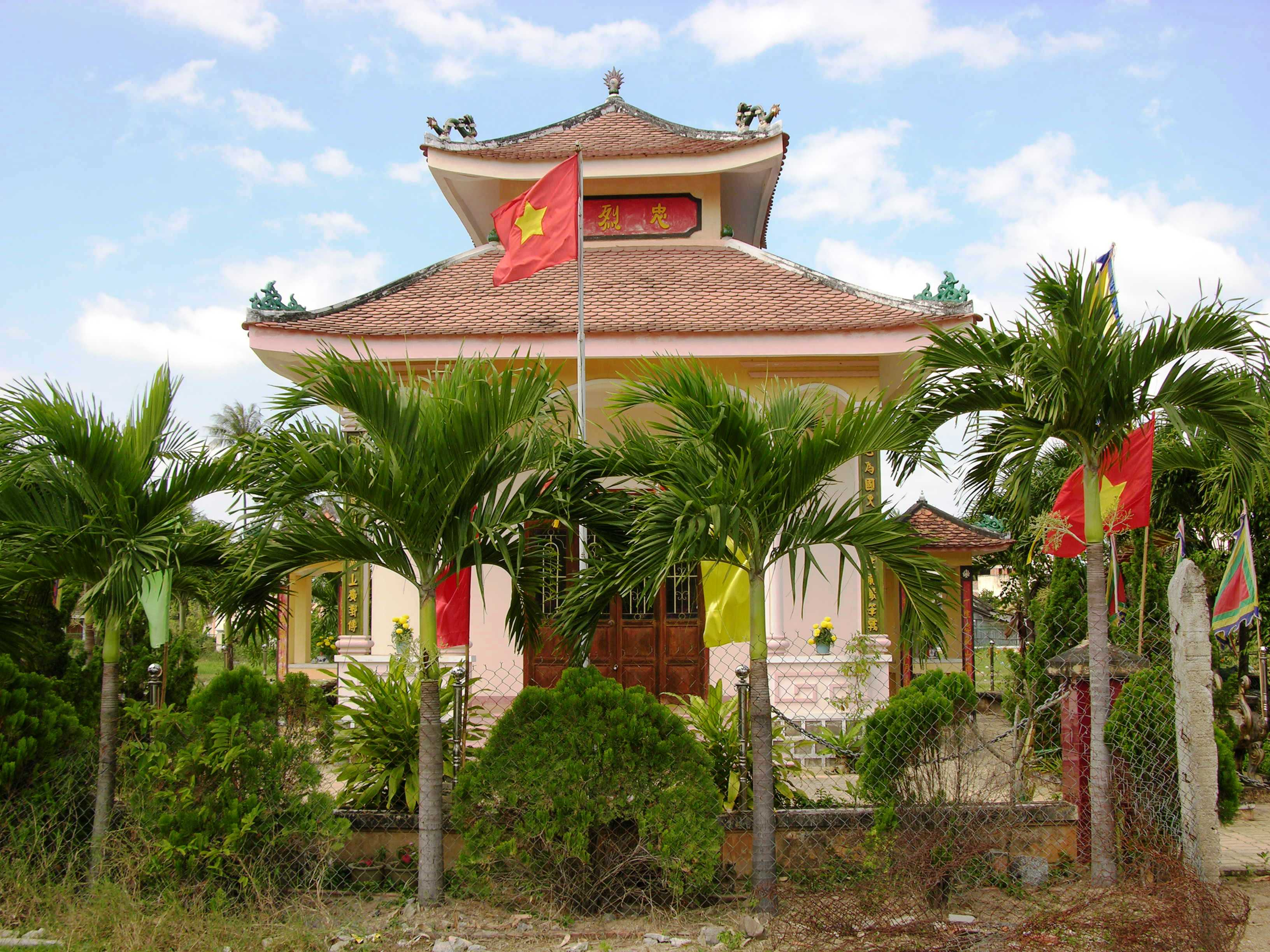
Hình đền Trần Quý Cáp trực diện
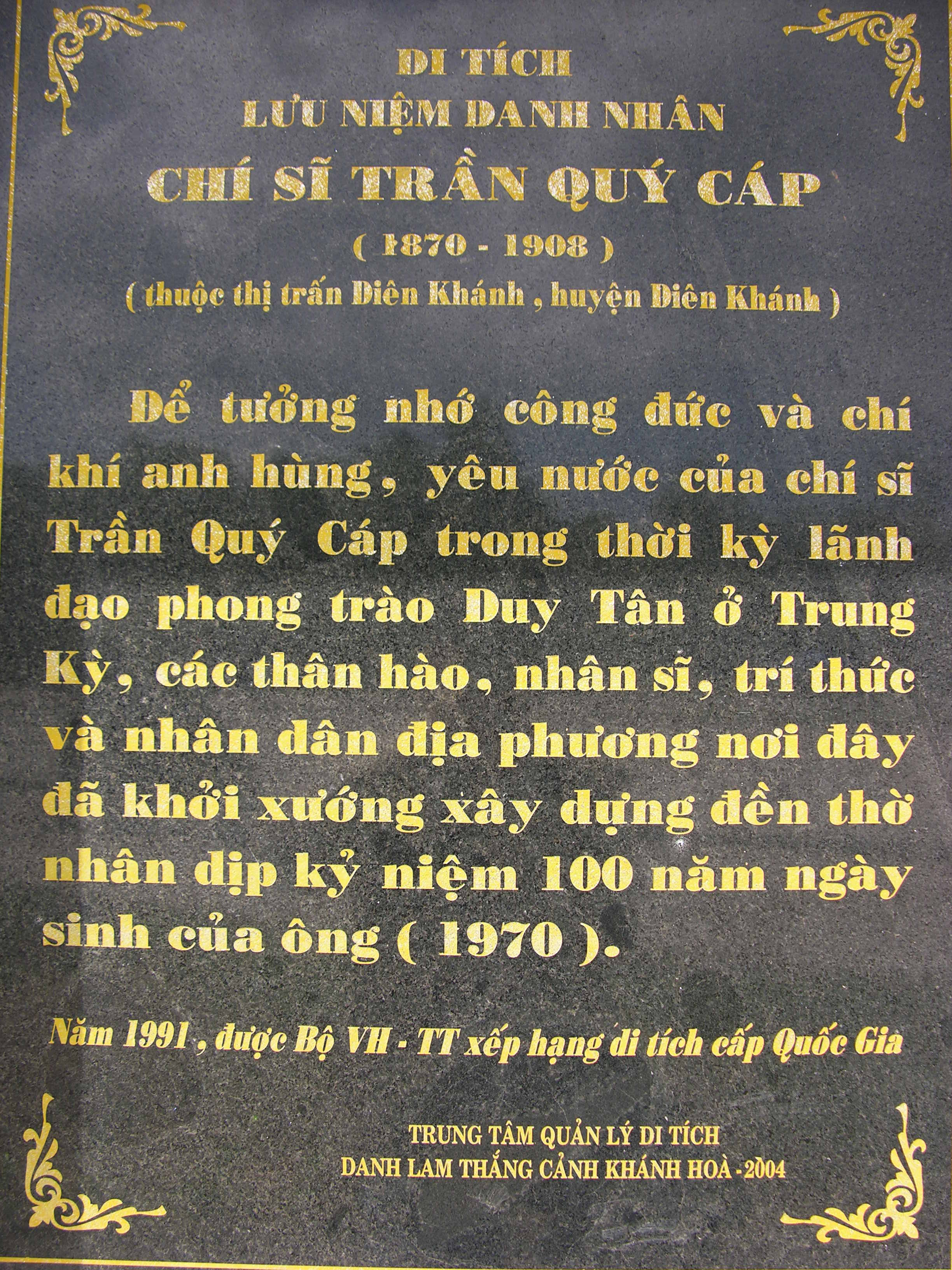
Bia tưởng niệm ở trước đền Trần Quý Cáp